# Anabarhynchus caesius
Anabarhynchus caesius är en tvåvingeart som beskrevs av Krober 1912. Anabarhynchus caesius ingår i släktet Anabarhynchus och familjen stilettflugor. Inga underarter finns listade i Catalogue of Life.